# Sigéric de Cantorbéry
Pour les articles homonymes, voir Sigeric.
Sigéric est archevêque de Cantorbéry de 989 ou 990 à sa mort, le 28 octobre 994. Il est à l'origine de la plus ancienne description d'un des itinéraires de la Via Francigena, réseau emprunté par les pèlerins venant de France pour se rendre à Rome.  

## Biographie
Moine à l'abbaye de Glastonbury, Sigéric est élu abbé de l'abbaye Saint-Augustin de Cantorbéry en 980. Grâce à la protection de l'archevêque Dunstan, il est nommé évêque de Ramsbury vers 985.
Il est élu archevêque de Cantorbéry au début de l'année 990, après la mort d'Æthelgar, le successeur de Dunstan. Il se rend alors à Rome pour recevoir le pallium, symbole de son autorité archiépiscopale, des mains du pape Jean XV. L'itinéraire de son voyage de retour, en 80 étapes d'une vingtaine de kilomètres chacune via la vallée d'Aoste et le col du Grand-Saint-Bernard jusqu'à la Manche, est préservé dans un manuscrit du milieu du XIe siècle, qui comprend également une liste des églises de Rome visitées par Sigéric.
Sigéric est également mentionné dans la Chronique anglo-saxonne, sous le nom de Siric ou Serio. En 991, c'est lui qui conseille au roi Æthelred le Malavisé de payer un tribut aux Danois pour qu'ils cessent d'attaquer l'Angleterre. Ce danegeld de 10 000 livres est le premier de l'histoire du pays. Quelques années plus tard, en 994, il verse lui-même de l'argent aux Danois pour que ces derniers n'incendient pas la cathédrale de Canterbury. Il meurt la même année.

## L'itinéraire de Sigéric
L'itinéraire du voyage de retour de Sigéric est connu par un bref texte figurant dans les folios 34 et 35 du manuscrit Cotton Tiberius B.v., conservé à la British Library. C'est sur la base de cet itinéraire, plus anciennement attesté même que celui de Compostelle, qu'a été balisé l'itinéraire actuel de la Via Francigena.
| No      | Nom de l'étape      | Lieu                                        |
| ------- | ------------------- | ------------------------------------------- |
| I       | Urbs Roma           | Rome                                        |
| II      | Iohannis VIIII      | La Storta                                   |
| III     | Bacane              | Valle di Baccano (it) (Campagnano di Roma)  |
| IV      | Suteria             | Sutri                                       |
| V       | Furcari             | Vetralla                                    |
| VI      | Sce Valentine       | Bullicame (it) (Viterbe)                    |
| VII     | Sce Flaviane        | Montefiascone                               |
| VIII    | Sca Cristina        | Bolsena                                     |
| IX      | Aquapendente        | Acquapendente                               |
| X       | Sce Petir in Pail   | Podere Voltole (it) (Abbadia San Salvatore) |
| XI      | Abricula            | Le Briccole (it) (Castiglione d'Orcia)      |
| XII     | Sce Quiric          | San Quirico d'Orcia                         |
| XIII    | Turreiner           | Torrenieri (it) (Montalcino)                |
| XIV     | Arbia               | Ponte d'Arbia (it) (Monteroni d'Arbia)      |
| XV      | Seocine             | Sienne                                      |
| XVI     | Burgenove           | Abbadia a Isola (it) (Monteriggioni)        |
| XVII    | Aelse               | Pieve d'Elsa (it) (Colle di Val d'Elsa)     |
| XVIII   | Sce Martin in Fosse | Molino d'Aiano (it) (Colle di Val d'Elsa)   |
| XIX     | Sce Gemiane         | San Gimignano                               |
| XX      | Sce Maria Glan      | Gambassi Terme                              |
| XXI     | Sce Peter Currant   | Coiano (it) (Castelfiorentino)              |
| XXII    | Sce Dionisii        | Borgo Santo Genesio                         |
| XXIII   | Arne Blanca         | Fucecchio                                   |
| XXIII   | Aqua Nigra          | Ponte a Cappiano                            |
| XXV     | Forcri              | Porcari                                     |
| XXVI    | Luca                | Lucques                                     |
| XXVII   | Campmaior           | Camaiore                                    |
| XXVIII  | Luna                | Luni (Ortonovo)                             |
| XXIX    | Sce Stephane        | Santo Stefano di Magra                      |
| XXX     | Aguilla             | Aulla                                       |
| XXXI    | Puntremel.          | Pontremoli                                  |
| XXXII   | Sce Benedicte       | Montelungo (it) (Pontremoli)                |
| XXXIII  | Sce Moderanne       | Berceto                                     |
| XXXIV   | Philemangenur       | Felegara (it) (Medesano) ou Fornoue         |
| XXXV    | Metane              | Medesano                                    |
| XXXVI   | Sce Domnine         | Fidenza                                     |
| XXXVII  | Floricum            | Fiorenzuola d'Arda                          |
| XXXVIII | Placentia           | Plaisance                                   |
| XXXIX   | Sce Andrea          | Corte Sant'Andrea (it) (Senna Lodigiana)    |
| XL      | Sce Cristine        | Santa Cristina e Bissone                    |
| XLI     | Pamphica            | Pavie                                       |
| XLII    | Tremel              | Tromello                                    |
| XLIII   | Vercel              | Verceil                                     |
| XLIV    | Sca Agath           | Santhià                                     |
| XLV     | Everi               | Ivrée                                       |
| XLVI    | Publei              | Pont-Saint-Martin                           |
| XLVII   | Agusta              | Aoste                                       |
| XLVIII  | Sce Remei           | Saint-Rhémy-en-Bosses                       |
| XLIX    | Petrecastel         | Bourg-Saint-Pierre                          |
| L       | Ursiores            | Orsières                                    |
| LI      | Sce Maurici         | Saint-Maurice                               |
| LII     | Burbulei            | Vouvry                                      |
| LIII    | Vivaec              | Vevey                                       |
| LIV     | Losanna             | Lausanne                                    |
| LV      | Urba                | Orbe                                        |
| LVI     | Antifern            | Chapelle Saint-Maurice (Jougne)             |
| LVII    | Punterlin           | Pontarlier                                  |
| LVIII   | Nos                 | Nods                                        |
| LIX     | Bysiceon            | Besançon                                    |
| LX      | Cuscei              | Cussey-sur-l'Ognon                          |
| LXI     | Sefui               | Seveux                                      |
| LXII    | Grenant             | Grenant                                     |
| LXIII   | Oisma               | Humes ou Saints-Geosmes                     |
| LXIV    | Blæcuile            | Blessonville                                |
| LXV     | Bar                 | Bar-sur-Aube                                |
| LXVI    | Breone              | Brienne-la-Vieille                          |
| LXVII   | Domaniant           | Donnement                                   |
| LXVIII  | Funtaine            | Fontaine                                    |
| LXIX    | Caðeluns            | Châlons-en-Champagne                        |
| LXX     | Rems                | Reims                                       |
| LXXI    | Corbunei            | Corbeny                                     |
| LXXII   | Mundloðuin          | Laon                                        |
| LXXIII  | Martinwaeð          | Seraucourt-le-Grand ?                       |
| LXXIV   | Duin                | Doingt                                      |
| LXXV    | Aðerats             | Arras                                       |
| LXXVI   | Bruwaei             | Bruay                                       |
| LXXVII  | Teranburh           | Thérouanne                                  |
| LXXVIII | Gisne               | Guînes                                      |
| LXXIX   | —                   | —                                           |
| LXXX    | Sumeran             | Sombre, près de Wissant                     |